# Богонос
Богонос (рум. Bogonos) — село у повіті Ясси в Румунії. Входить до складу комуни Лецкань.
Село розташоване на відстані 325 км на північ від Бухареста, 13 км на північний захід від Ясс.

## Населення
За даними перепису населення 2002 року у селі проживали 669 осіб, усі — румуни. Усі жителі села рідною мовою назвали румунську.